# Leucania dia
Leucania dia är en fjärilsart som beskrevs av Augustus Radcliffe Grote 1879. Leucania dia ingår i släktet Leucania och familjen nattflyn. Inga underarter finns listade i Catalogue of Life.